# Краснова, Вера Ивановна
Вера Ивановна Краснова (род. 3 апреля 1950 года в Омске) — советская конькобежка, серебряный призёр Олимпийских игр в Саппоро 1972 года на дистанции 500 метров, 4-кратная чемпионка СССР и 2-кратная бронзовый призёр. Мастер спорта СССР международного класса (1968), Заслуженный мастер спорта СССР (1969). Выступала за команду ДСО «Спартак» (Омск).

## Биография
Вера Краснова начала кататься на коньках в возрасте 7-ми лет под руководством её отца. Потом вместе со старшим братом Володей стала играть в хоккей, бегала с ребятами наперегонки. Вскоре её приметили тренеры специализированной спортшколы № 2 Омского ГОРОНО. В сентябре 1959 года Вера стала тренироваться в этой школе под руководством тренеров Юрия Трушникова и Валентины Сергеевны Воеводкиной.
На чемпионате СССР 1968 года к спортсменке пришёл первый крупный успех, где она пришла к победе среди юниоров. В том же 1968 году Вере Ивановне было присвоено звание «Мастер спорта СССР международного класса». В 1969 году на дебютном чемпионате мира в классическом многоборье в Гренобле заняла высокое 8-е место. В 1970 году на чемпионате мира в спринтерском многоборье поднялась на 7-е место в общем зачёте, при этом стала бронзовым призёром в забеге на 3000 м.
Она выступала на мировых первенствах в спринтерском многоборье в 1971-1972 годах, но выше 24-го места не поднялась. В том же 1972 году дебютировала на чемпионате Европы в Инцелле, где заняла 17-е место в классическом многоборье. Своё высшее спортивное достижение Вера Краснова совершила 10 февраля 1972 года на зимних Олимпийских играх в Саппоро. 500-метровую дистанцию она прошла с результатом 44,01 секунды (2-й результат, серебро олимпиады), отстав от победительницы — Анне Хеннинг из США — на 0,68 секунды. Бронзовую награду в том забеге завоевала Людмила Титова.
Вера также в 1970 и 1972 годах становилась бронзовым призёром в спринтерском многоборье на чемпионате СССР. В 1973 году после 12-го места на спринтерском чемпионате мира, она выиграла чемпионат СССР на дистанции 500 м. Через год была 14-й в многоборье на спринтерском чемпионате мира. В 1975 году она поднялась на 4-е место на чемпионате мира в спринтерском многоборье в Гётеборге, что стало её лучшим результатом в карьере.
На зимней олимпиаде 1976 года в австрийском Инсбруке на 500-метрой дистанции Вера Краснова стала пятой. В 1976 и 1977 гг дважды становилась чемпионкой СССР в спринтерском многоборье, а также выиграла 500-метровку. После этого её результаты пошли на спад и в 1978 году завершила спортивную карьеру.

## Личная жизнь
Вера Краснова родилась в рабочей семье. Отец и мать работали на производстве, а позже к ним присоединился брат Владимир. Вера училась в технологическом техникуме и Московском институте физической культуры.. Живёт и работает в Москве.

## Награды
- медаль «За трудовое отличие» (03.03.1972)